# Quellen der Religionsgeschichte
Quellen der Religionsgeschichte (ZDB-ID 565891-3) sind eine im Auftrag der Religionsgeschichtlichen Kommission der Gesellschaft der Wissenschaften zu Göttingen herausgegebene Buchreihe, die von 1909 (1913)-1927 in Göttingen bei Vandenhoeck & Ruprecht und in Leipzig bei der J. C. Hinrichs'schen Buchhandlung erschien. Die Bände 1-3 sind inhaltlich identisch mit denen der darin aufgegangenen Religions-Urkunden der Völker.

## Übersicht
- 1 Johannes Warneck: Die Religion der Batak : ein Paradigma für die animistischen Religionen des Indischen Archipels. Vandenhoeck & Ruprecht, Göttingen; J. C. Hinrichs'sche Buchhandlung, Leipzig 1909, urn:nbn:de:hbz:6:1-318879.
- 2 Hans Haas: „Amida Buddha unsere Zuflucht“ : Urkunden zum Verständnis des japanischen Sukhāvatī-Buddhismus. Vandenhoeck & Ruprecht, Göttingen; J. C. Hinrichs'sche Buchhandlung, Leipzig 1910 ((= Religions-Urkunden der Völker. Abteilung 2, Band 1), Dieterich’sche Verlagsbuchhandlung, Leipzig 1910 (Textarchiv – Internet Archive)).
- 3 Jakob Spieth: Die Religion der Eweer in Süd-Togo. Vandenhoeck & Ruprecht, Göttingen; J. C. Hinrichs'sche Buchhandlung, Leipzig 1911 ((= Religions-Urkunden der Völker. Abteilung 4, Band 2), Dieterich’sche Verlagsbuchhandlung, Leipzig 1911 (urn:nbn:de:hebis:30:2-322510)).
- 4 Rudolf Otto Franke: Dı̄ghanikāya : das Buch der langen Texte des buddhistischen Kanons. Vandenhoeck & Ruprecht, Göttingen; J. C. Hinrichs'sche Buchhandlung, Leipzig 1913.
- 5 Alfred Hillebrandt: Lieder des Ṛgveda. Vandenhoeck & Ruprecht, Göttingen; J. C. Hinrichs'sche Buchhandlung, Leipzig 1913.
- 6 Max Walleser: Prajña Pāramitā : die Vollkommenheit der Erkenntnis ; nach indischen, tibetischen und chinesischen Quellen. Vandenhoeck & Ruprecht, Göttingen; J. C. Hinrichs'sche Buchhandlung, Leipzig 1914.
- 7 Karl Florenz: Die historischen Quellen der Shinto-Religion. Vandenhoeck & Ruprecht, Göttingen; J. C. Hinrichs'sche Buchhandlung, Leipzig 1919, Digitalisierte Sammlungen der Staatsbibliothek zu Berlin.
- 8 Willem Caland (Übers.): Das Śrautasūtra des Āpastamba- Buch 1–7. Vandenhoeck & Ruprecht, Göttingen; J. C. Hinrichs'sche Buchhandlung, Leipzig 1921, Textarchiv – Internet Archive.
- 9 Diedrich Westermann: Die Kpelle : ein Negerstamm in Liberia. Vandenhoeck & Ruprecht, Göttingen; J. C. Hinrichs'sche Buchhandlung, Leipzig 1921.
- 10 Konrad Theodor Preuss: Religion und Mythologie der Uitoto : Textaufnahmen und Beobachtungen bei einem Indianerstamm in Kolumbien, Südamerika. Texte und Wörterbuch. Band 1: Einführung und Texte (erste Hälfte). 1921.
- 11 Konrad Theodor Preuss: Religion und Mythologie der Uitoto : Textaufnahmen und Beobachtungen bei einem Indianerstamm in Kolumbien, Südamerika. Texte und Wörterbuch. Band 2: Texte (zweite Hälfte) und Wörterbuch. 1923.
- 12 Karl Friedrich Geldner: Der Rigveda. Teil 1: Erster bis vierter Liederkreis. Vandenhoeck & Ruprecht, Göttingen; J. C. Hinrichs'sche Buchhandlung, Leipzig 1923–
- 13 Mark Lidzbarski: Ginzā : der Schatz oder Das große Buch der Mandäer. Vandenhoeck & Ruprecht, Göttingen; J. C. Hinrichs'sche Buchhandlung, Leipzig 1925, doi:10.25673/100801
- 14 Walther Schubring (Übers.), Mahāvīra: Worte Mahāvīras : kritische Übersetzungen aus dem Kanon der Jaina. Vandenhoeck & Ruprecht, Göttingen; J. C. Hinrichs'sche Buchhandlung, Leipzig 1926, archive.org.
- 15 Herman Lommel: Die Yäšt's des Awesta : mit Namenliste und Sachverzeichnis. Vandenhoeck & Ruprecht, Göttingen; J. C. Hinrichs'sche Buchhandlung, Leipzig 1927.